# Tre guerrieri
I tre guerrieri (Warriors Three) sono personaggi dei fumetti creati da Stan Lee (testi) e Jack Kirby (disegni), pubblicati dalla Marvel Comics. La loro prima apparizione avviene in Journey into Mystery (vol. 1) n. 119 (agosto 1965).
I tre guerrieri sono condottieri asgardiani amici di Thor e suoi compagni d'avventure:
- Fandral il Guizzante (Fandral the Dashing) è uno dei migliori spadaccini asgardiani, incarna l'archetipico "cappa e spada" temerario e donnaiolo.
- Hogun il Fosco (Hogun the Grim) guerriero pessimista, taciturno e abile con la mazza chiodata; al contrario dei compagni non è nato a Asgard ma a Gundersheim.
- Volstagg il Voluminoso (Volstagg the Voluminous) corpulento, ottimista e vanitoso, per il suo insaziabile appetito viene detto "Leone di Asgard" (Lion of Asgard).

Tra i pochi personaggi asgardiani privi di un corrispettivo nella mitologia norrena, stando a Lee i tre guerrieri sono rispettivamente ispirati a Errol Flynn (Fandral), Charles Bronson (Hogun) e Falstaff (Volstagg). Inoltre presentano varie similitudini coi protagonisti de I tre moschettieri: Athos (Hogun), Porthos (Volstagg) e Aramis (Fandral).

## Biografia dei personaggi

### Prime avventure
I tre guerrieri si formano dopo che Fandral, Hogun e Volstagg, reciprocamente sfidatisi a catturare il gigantesco lupo Fenris, vengono da quest'ultimo duramente sconfitti ponendo però, grazie all'esperienza, le basi di una solida amicizia. Successivamente diventano frequenti compagni d'avventure di Thor; il quale li aiuta nel momento in cui, come penitenza per aver accidentalmente ucciso un Gigante dei Ghiacci in periodo di pace, essi vengono incaricati di recuperare alcuni oggetti magici sparsi per i Nove Regni. Pur fallendo tale missione, Thor e i tre guerrieri riescono comunque a scongiurare l'inizio di una guerra tra Asgard e Jǫtunheimr promettendo alla madre del gigante ucciso di allestire un onorevole funerale vichingo per il figlio.
I tre guerrieri assistono poi il Dio del Tuono in una missione alla ricerca della Spada di Odino, a debellare un ammutinamento di Loki ed un attacco di troll volanti di Thryheim, ad affrontare le forze di Harokin, Fafnir e Mogul, a difendere Asgard dalle schiere del demone Surtur e a recuperare la sua anima dalle grinfie di Mefisto.
Dopo essere stati brevemente manipolati da Infinità, i tre guerrieri tornano al fianco di Thor per affrontare nuovamente Loki e Ego il Pianeta vivente dedicandosi poi alla ricerca di Odino quando questi scompare misteriosamente.
I tre prestano soccorso a Bragi, il Dio della Poesia, quando questi si perde nella selva asgardiana, e collaborano con i Nuovi Mutanti per ostacolare un complotto ordito da Hela; inoltre si schierano in difesa di Asgard contro l'invasione di Seth.

### Ragnarok
Quando Loki porta il Ragnarǫk su Asgard, Hogun e Fandral vengono uccisi dalle frecce scagliate dai morti della Naglfar contro la montagna dei nani; mentre Volstagg, sopravvissuto, combatte assieme a Lady Sif e Beta Ray Bill contro le schiere dei demoni nella battaglia decisiva che vede infine Thor decidere di cancellare Asgard dalla realtà stessa pur di salvare il suo popolo dagli Dei Oscuri.

### Rinascita
Pochi anni dopo, Thor, rinato nel Midwest nei panni del suo precedente alter ego, il dottor Donald Blake, si reca alla ricerca degli dei asgardiani reincarnatisi nei corpi di alcuni abitanti di Miðgarðr: i tre guerrieri rinati nei panni di Rolf Mueller (Volstagg), Leo Kincaid (Hogun) e Trevor Newly (Fandral), tre guerriglieri di nazionalità diversa volontari in difesa di un piccolo paese in Africa, vengono ritrovati dall'amico e ripristinati alla loro forma e identità originale.
Durante l'invasione segreta degli Skrull, i tre guerrieri giocano un ruolo cruciale per la vittoria asgardiana e, in seguito, si prodigano per difendere la loro patria durante l'assedio di Osborn e degli Oscuri Vendicatori.
Dopo che le macchinazioni di Loki portano Thor a venire bandito da Asgard, i tre guerrieri decidono di seguirlo in esilio trasferendosi nella città di Broxton, Oklahoma, dove iniziano a gestire un ristorante tipico specializzato in omelette. Successivamente, assieme a vari altri dei ed eroi, assistono al risveglio di Ercole, precedentemente caduto in battaglia.

## Poteri e abilità
Hogun, Volstagg e Fandral possiedono i poteri comuni a tutti gli asgardiani, quali forza, agilità, velocità, riflessi e resistenza sovrumani dovuti al fatto che pelle e ossa asgardiane sono all'incirca tre volte più dense di quelle di un comune essere umano. La loro longevità è inoltre quasi illimitata e, raggiunta la maturità, il loro invecchiamento si è praticamente cristallizzato, inoltre non possono morire se non venendo uccisi.
I tre guerrieri sono inoltre estremamente esperti sia nel combattimento corpo a corpo che nell'uso delle armi da taglio e da lancio.
Analizzando invece nello specifico le abilità di ciascuno dei tre; Fandral è un esperto arciere descritto come il migliore spadaccino di Asgard, Hogun è abilissimo nell'uso della mazza chiodata nonché un eccelso stratega e tattico, mentre Volstagg, soprattutto grazie alla sua mole, è fisicamente il più forte del terzetto in grado di usare abilmente, anche con una mano sola, un'ascia bipenne.

## Altre versioni

### Guardiani della Galassia
Nella linea temporale dei Guardiani della Galassia, i tre guerrieri sono ancora in vita nel XXXI secolo.

### Marvel Zombi
In Marvel Zombi, i tre guerrieri sono tutti presenti al briefing indetto da Nick Fury per prepararsi all'attacco degli zombie.

### MC2
Nel futuro alternativo di MC2 compaiono le versioni anziane di Hogun, Fandral e Volstagg.

### Mutant X
Nell'universo Mutant X, i tre guerrieri sono tra i tanti eroi periti affrontando l'Arcano.

### Terra X
Nella serie Terra X, gli asgardiani scoprono di essere in realtà degli alieni manipolati dai Celestiali affinché credano di essere gli dei nordici.

### Ultimate
Nell'universo Ultimate, Volstagg compare a Thor per informarlo del complotto di Loki ai suoi danni; nonostante allora risultasse difficile capire se tale visione fosse reale o frutto di un delirio di Thor (considerato solo un pazzo). In seguito però, l'identità e lo status di divinità di Thorlief Golmen vengono confermati durante la battaglia finale con Loki. In seguito, i tre guerrieri compaiono in carne e ossa ma, come diversi altri asgardiani, vengono trucidati in massa dai "Figli del Domani", seguaci di una folle versione futura di Reed Richards.

## Altri media

### Cinema
- I tre guerrieri compaiono nel film d'animazione del 2009 Hulk Vs. Thor e Wolverine[39].
- Il trio compare nel film animato Thor: Tales of Asgard[40].

#### Marvel Cinematic Universe

I tre guerrieri nel film Thor, da sinistra: Tadanobu Asano (Hogun), Joshua Dallas (Fandral) e Ray Stevenson (Volstagg).

- Nel film Thor (2011), i tre guerrieri sono interpretati da Joshua Dallas (Fandral), Tadanobu Asano (Hogun) e Ray Stevenson (Volstagg)[41][42]. Nei sequel Thor: The Dark World (2013) e Thor: Ragnarok (2017) Stevenson[43] e Asano[44] hanno ripreso i loro ruoli, mentre Dallas (a causa del suo impegno della serie televisiva C'era una volta) è stato sostituito da Zachary Levi nel ruolo di Fandral[45] (Stevenson, uno dei tre attori dei Tre guerrieri, aveva interpretato il Punitore nel film Punisher - Zona di guerra). I tre muoiono nello stesso film, uccisi da Hela.

### Televisione
- Volstagg fa un breve cameo in un episodio de L'Uomo Ragno e i suoi fantastici amici.
- I tre guerrieri compaiono in tre episodi di Super Hero Squad Show; curiosamente solo Fandral e Volstagg hanno delle battute, mentre il ruolo di Hogun è sempre muto.
- Nella serie animata Avengers - I più potenti eroi della Terra, i tre guerrieri sono personaggi secondari ricorrenti.
- Volstagg compare brevemente in un episodio di Avengers Assemble.
- In un episodio di Hulk e gli agenti S.M.A.S.H. compaiono i tre guerrieri.
- In un episodio in due parti della serie animata Guardiani della Galassia compaiono i tre guerrieri.
- I tre guerrieri compaiono nella serie animata del Marvel Cinematic Universe What If...?.

### Videogiochi
- Fandral, Volstagg e Hogun sono personaggi giocabili in Marvel: Avengers Alliance.
- Fandral è presente nel MMORPG Marvel Heroes, dove aiuta il giocatore ad abbattere una gigantesca struttura chiamata "Monolite".
- I tre personaggi sono sbloccabili tramite download in LEGO Marvel Super Heroes[46] e giocabili in LEGO Marvel's Avengers.